# Підривні інновації
Підривні́ (проривні) інно́вації (англ. Disruptive innovation) — інновації, які змінюють співвідношення цінностей на ринку. При цьому старі продукти стають неконкурентоздатними просто тому, що параметри, на основі яких раніше проходила конкуренція, стають неважливими.
Модель «підривних інновацій» — це теорія Клейтона Крістенсена (Clayton M. Christensen), яку він уперше ввів в 1997 році, у своїй книзі «Дилема інноватора: Як через нові технології гинуть сильні компанії» (The Innovator's Dilemma: When New Technologies Cause Great Firms to Fail). Цю модель можна використати для опису впливу нових (проривних) технологій на функціонування фірми.
Клейтон Крістенсен вивчав причини, завдяки яким світові лідери у своїй галузі нестримно втрачають свої домінуючі позиції, втрачають свою першість, коли на ринку з'являються нові технології. Все змінюється у той момент, коли «підривні технології» знаходять свого покупця, який готовий миритися з недоліками нового товару і якому потрібні нові властивості цього товару. Отримавши такого покупця, нова технологія починає розвиватися, зростають обсяги виробництва, настає момент, коли нова технологія починає виправдовувати свою назву «Проривна технологія» (англ. Disruptive technologies). У випадках, коли від підривних інновацій загальне виробництво скорочується (новий сегмент по задіюванню ресурсів значно менше сегменту, що став неактуальним) йдеться про закриваючі технологі.

## Приклади
Прикладами «підривних інновацій» є телефон (замінив телеграф), wearable-електроніка (планшети, смартфони, що замінили настільні ПК), пароплави (замінили вітрильні судна), напівпровідники (замінили електровакуумні прилади), цифрові камери (замінили плівкові), електронна пошта («підірвала» традиційну пошту).
Ідентифікований Організацією НАТО з питань науки і технологій (STO) перелік проривних технологій на період до 2040 року включає штучний інтелект, великі дані, автономність, біосенсорику і квантові технології.

### Найпростіші приклади
| Підривна інновація        | Заміщена технологія                     |
| ------------------------- | --------------------------------------- |
| Електрична лампочка       | Свічка                                  |
| Автомобіль                | Віз                                     |
| Транзистор                | Електронна лампа                        |
| Компакт диск              | Аудіокасета                             |
| Гармата                   | Лук                                     |
| Пароплав                  | Вітрильник                              |
| Телефон                   | Телеграф                                |
| LAN                       | Модем                                   |
| Рідкокристалічний дисплей | Дисплей з електронно-променевою трубкою |
| USB                       | Послідовний порт                        |